# Чемпіонат Швеції з футболу 1904
Svenska Mästerskapet 1904 — чемпіонат Швеції з футболу. Проводився за кубковою системою. У чемпіонаті брали участь 22 клуби. 
Чемпіоном Швеції став клуб «Ергрюте» ІС (Гетеборг).

## Півфінал
25 вересня 1904 «Ергрюте» ІС (Гетеборг) — «Естермальм» ІФ (Стокгольм) 3:2
25 вересня 1904 «Юргорден» ІФ (Стокгольм) — АІК Стокгольм 3:2

## Фінал
16 жовтня 1904 «Ергрюте» ІС (Гетеборг) — «Юргорден» ІФ (Стокгольм) 2:1